# Брианшон, Шарль Жюльен
Шарль Жюльен Брианшон (фр. Charles Julien Brianchon; 19 декабря 1783, Севр, — 29 апреля 1864, Версаль) — французский математик и химик.

## Биография
В 1804 году поступил в Политехническую школу, где учился у Гаспара Монжа. В 1808 году стал лучшим выпускником своего класса, после чего начал служить лейтенантом артиллерии. В 1818 году Брианшон стал профессором Артиллерийской школы Королевской Гвардии в Венсене.
Будучи ещё студентом, он опубликовал свою первую статью «Mémoire sur les surfaces courbes du second degre» (1806 "На криволинейных поверхностях второго порядка), в которой признал проективную природу теоремы Блеза Паскаля, а затем провозгласил свою собственную знаменитую теорему:
если шестиугольник описан вокруг коники (все стороны сделаны касательными к конике), то линии, соединяющие противоположные вершины шестиугольника, встретятся в одной точке.
Теорема двойственна теореме Паскаля, потому что её утверждение и доказательство можно получить, систематически подставляя термины точка с линией и коллинеарная с параллельной.
Удивительно, что прошло 167 лет, прежде чем кто-то понял, что двойственность теоремы Паскаля, которая является теоремой Брианшона, также будет истинной.
Между 1816 и 1818 годами пока он искал место преподавателя, Брианшон написал несколько статей. В них Брианшон доказал ещё несколько важных результатов в проективном изучении коник. Однако Брианшон все меньше и меньше занимался математикой после своего назначения преподавателем, и он обратился к другим интересам. Одна статья, которую он опубликовал после назначения в Венсен, была совместной публикацией с Понселе.
В этой сатье Recherches sur la détermination d’une hyperbole équilatère, au moyen de quatres conditions donnée («Исследование по определению равносторонней гиперболы с использованием четырёх заданных условий») (1820) появляется утверждение и доказательство теоремы о девятиточечном круге. Конечно, они не были первыми, кто открыл эту теорему, но они были первыми, кто дал правильное доказательство теоремы, а также они впервые использовали название «девятиконечный круг».
К 1823 году интересы Брианшона обратились к преподаванию и химии. Он публиковался на обе эти темы, но после 1825 года полностью отказался от издательской деятельности и сосредоточился на преподавании.
Брианшон стал известен благодаря доказательству теоремы Брианшона (1810).

## Память
- В честь Шарля Брианшона в 1964 г. назван кратер на Луне.